# 特洛伊·加顿
特洛伊·加顿（英語：Troy Garton，1988年2月20日—），新西兰女子拳击运动员。她曾代表新西兰参加2018年和2022年英联邦运动会拳击比赛，其中2018年英联邦运动会获得一枚铜牌。